# 레이싱 스트라이프스
《레이싱 스트라이프스》(영어: Racing Stripes)는 미국에서 제작된 프레데리크 뒤쇼 감독의 2005년 스포츠 코미디 가족 영화이다. 헤이든 패너티에어, 브루스 그린우드 등이 출연하였고, 앤드루 코소브 등이 제작에 참여하였다.

## 줄거리
전 경주마 조교사 놀런은 순회 서커스단에서 실수로 남기고 간 아기 얼룩말을 거두게 된다. 놀런의 딸 채닝은 이 얼룩말에게 스트라이프스라는 이름을 붙인다.
본인이 얼룩말이라는 걸 깨닫지 못한 스트라이프스는 경주마를 꿈꾸게 된다. 어머니가 사고로 돌아가신 뒤로 놀런에게 경마를 금지당했던 채닝은 스트라이프스와 도전의 길에 오른다.

## 출연진

### 실물
- 헤이든 패너티에어 - 채닝 “챈” 월시 역
- 브루스 그린우드 - 놀런 “더 치프” 월시 역
- M. 에밋 월시 - 우지 보안관 역
- 웬디 맬릭 - 클래라 댈림플 역
- 게리 불럭 - 존 쿠퍼 역
- 카스파르 포익크 - 우체부 역

### 목소리
- 프랭키 뮤니즈 - 사바나얼룩말 스트라이프스 역
- 더스틴 호프먼 - 셰틀랜드조랑말 터커 역
- 우피 골드버그 - 자넨염소 프래니 역
- 맨디 무어 - 아랍말 샌디 역
- 스티브 하비 - 등에 버즈 역
- 데이비드 스페이드 - 등에 스커즈 역
- 제프 폭스워디 - 로드아일랜드레드 수탉 레지 역
- 조 팬털리아노 - 미국흰사다새 구스 역
- 스누프 도그 - 블러드하운드 라이트닝 역
- 프레드 톰프슨 - 서러브레드 트렌턴 경 역
- 조슈아 잭슨 - 말 트렌턴스 프라이드 역
- 마이클 로즌바움 - 말 러프쇼드 역
- 마이클 클라크 덩컨 - 클라이드즈데일말 클라이드즈데일 역

## 기타 제작진
- 공동 제작: 키라 데이비스, 커크 더미코, 필립 A. 패터슨
- 라인 제작: 제너비브 호프메이어
- 협력 제작: 줄리 헌트싱어
- 배역: 캐시 샌드리치
- 미술: 울프 크뢰거
- 의상: 조 카차라스